# 倫敦韓戰紀念碑
倫敦韓戰紀念碑（英語：Korean War Memorial）是一座位於英國倫敦的紀念碑，為了紀念1950年－1953年間參加韓戰陣亡的英軍官兵而設立。紀念碑座落位置為倫敦市中心的維多利亞堤岸花園內，介於其東側的泰晤士河及西側的英國國防部大樓之間，由韓國政府捐贈，於2013年11月5日奠基，2014年12月3日進行揭幕典禮。

## 立碑始末
英軍自韓戰爆發的1950年起加入聯合國軍支持大韓民國一方，在聯軍中是規模僅次於美軍的第二大派兵來源。從開戰至1953年《朝鮮停戰協定》簽定為止，英國海陸空三軍共有8萬多名官兵開赴朝鮮半島前線作戰，當中約1,100多人陣亡。然而在韓戰結束後的英國，對於戰事經過和參戰老兵的關注都相當有限，此種情形到1981年英國韓戰老兵協會（BKVA）創會之後也都沒有消弭，甚至常被稱作「被遺忘的戰爭」（the “forgotten war”）。
除此之外，英國在聯合國軍16個參戰國中，也是最晚一個於首都立碑紀念者，在紀念碑造好之前，倫敦境內僅聖保羅大教堂的地窖掛著韓戰陣亡者銅匾，沒有紀念碑之類的公開式建築，離首都圈最近的紀念地點則位於200公里外、史丹佛郡的國家紀念植物園內，大部分戰歿英兵的安葬之處更是遠在韓國釜山的聯合國紀念公墓。
儘管聖保羅大教堂有了紀念牌，英軍韓戰老兵仍繼續呼籲官方增設更大的紀念物。1995年時，美國華盛頓特區的韓戰老兵紀念碑揭幕啟用，間接成了立碑行動的契機，最後使之在2010年後得以展開。韓國方面，其駐英大使館亦曾數次提出在倫敦立碑的方案，但卻面臨到市區不易獲得用地的問題，向英國文化、環境、國防等中央部門及地方政府申請建案批准時也要辦理嚴密的行政手續。

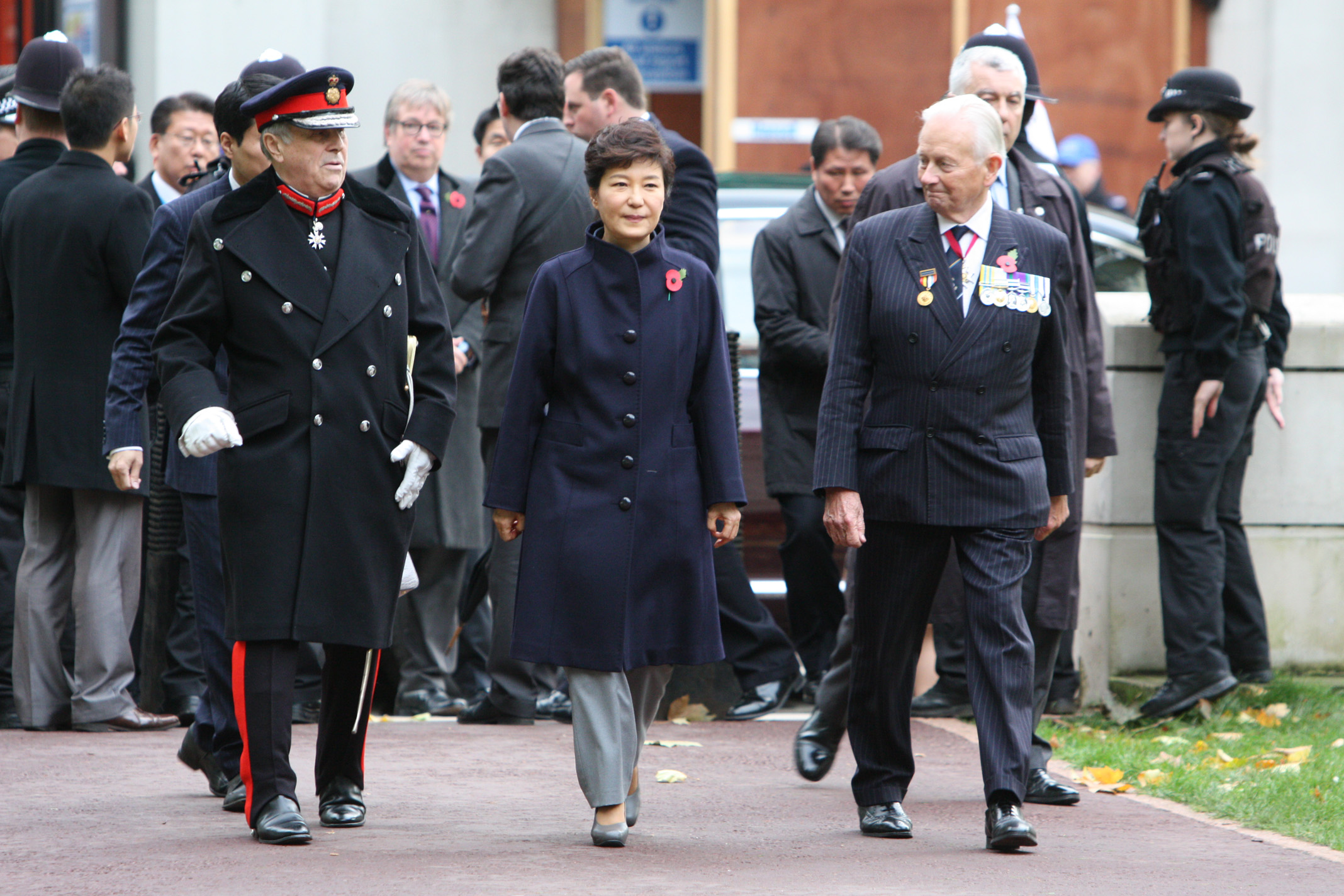
韓國總統朴槿惠赴英期間出席紀念碑奠基式，2013年11月5日

2012年10月1日韓國國軍日後，韓國政府透過駐英大使館聯絡了韓裔出身的英國貴族——羅瑟米爾子爵夫人及其下的羅夫人基金會（Lady R Foundation），雙方進而達成合作，由子爵夫人出資5.5萬英鎊作為建設促進費，協助申請立案許可、尋找紀念碑創作人選，韓國政府則予以支援。之後又進行了一年的籌備過程，物色合適的選址、進行碑體設計，並與英國國防部、外交部及西敏自治市議會等英方單位接洽。韓國政府、韓國企業和在英韓僑總共為立碑工程捐贈了100萬英鎊，除了英國韓戰老兵協會、羅夫人基金會、韓國駐英大使館及英國相關政府部門之外，韓國國家報勳處等機構也參與了企劃。
2013年10月，英國政府正式核准了在國防部旁的維多利亞堤岸花園豎立韓戰紀念碑的建案。同年11月，韓國總統朴槿惠赴英進行國事訪問，並於到訪期間的11月5日與威廉王子一起參加動土儀式、替紀念碑奠基。2014年12月3日下午，韓國駐英大使館替竣工的韓戰紀念碑主辦揭幕典禮，與會者共500人，當中有320名韓戰英軍老兵。到場官員包含英國國防大臣法倫、外交國務大臣施維爾、韓國駐英大使林聖男、英國駐韓大使魏特曼（Scott Wightman）及韓國陸軍參謀總長金曜煥上將等人，格洛斯特公爵和韓國外交部長尹炳世則分別代表英國女王伊麗莎白二世和朴槿惠總統出席。格洛斯特公爵在會場上代讀了伊麗莎白女王的賀詞，當中稱韓戰紀念碑是「大韓民國人民和政府慷慨捐贈的禮物」、並「將恆久昭示兩國間的堅強友誼」。

## 設計

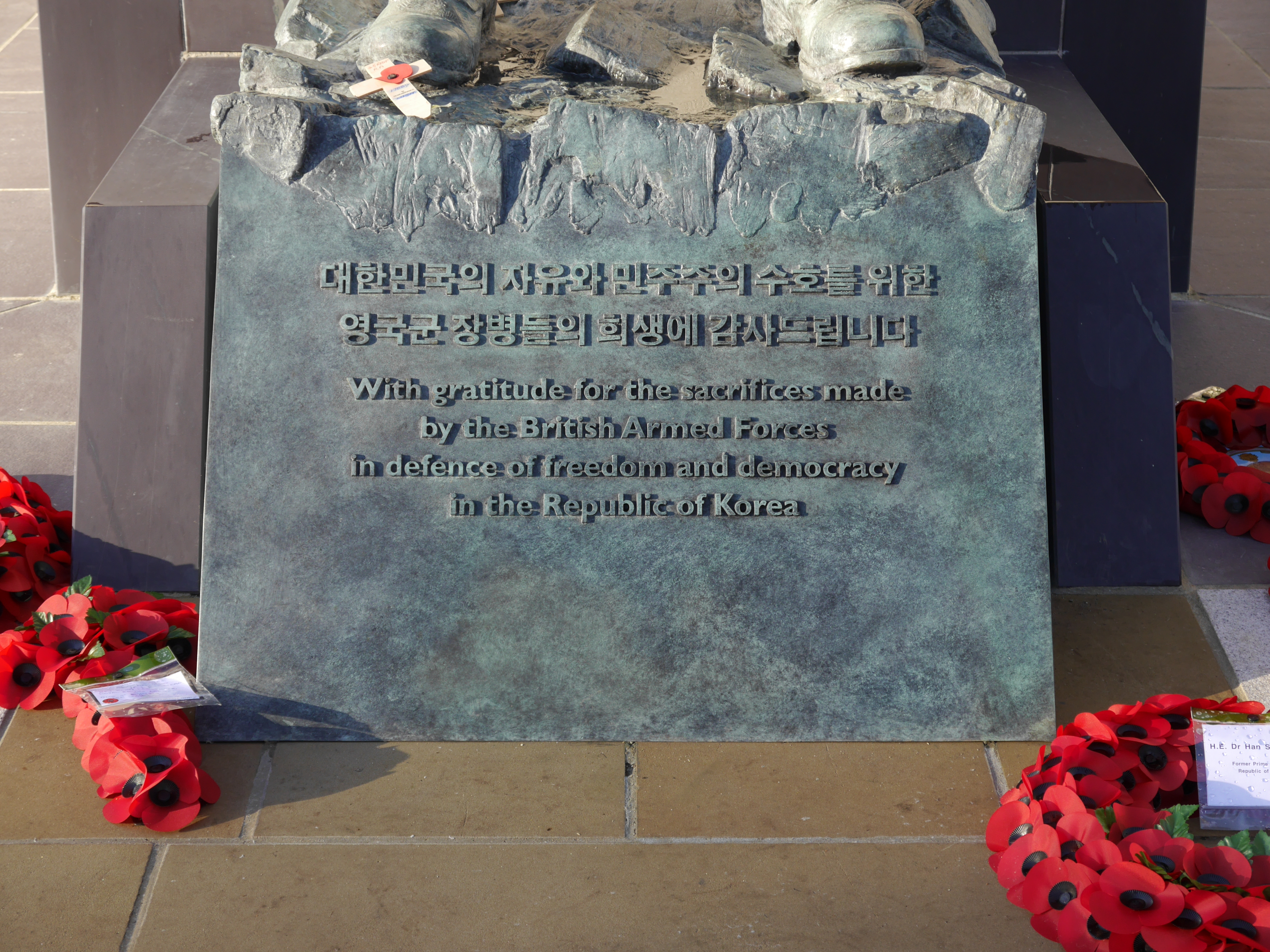
雕像基石上的韓英雙語文字
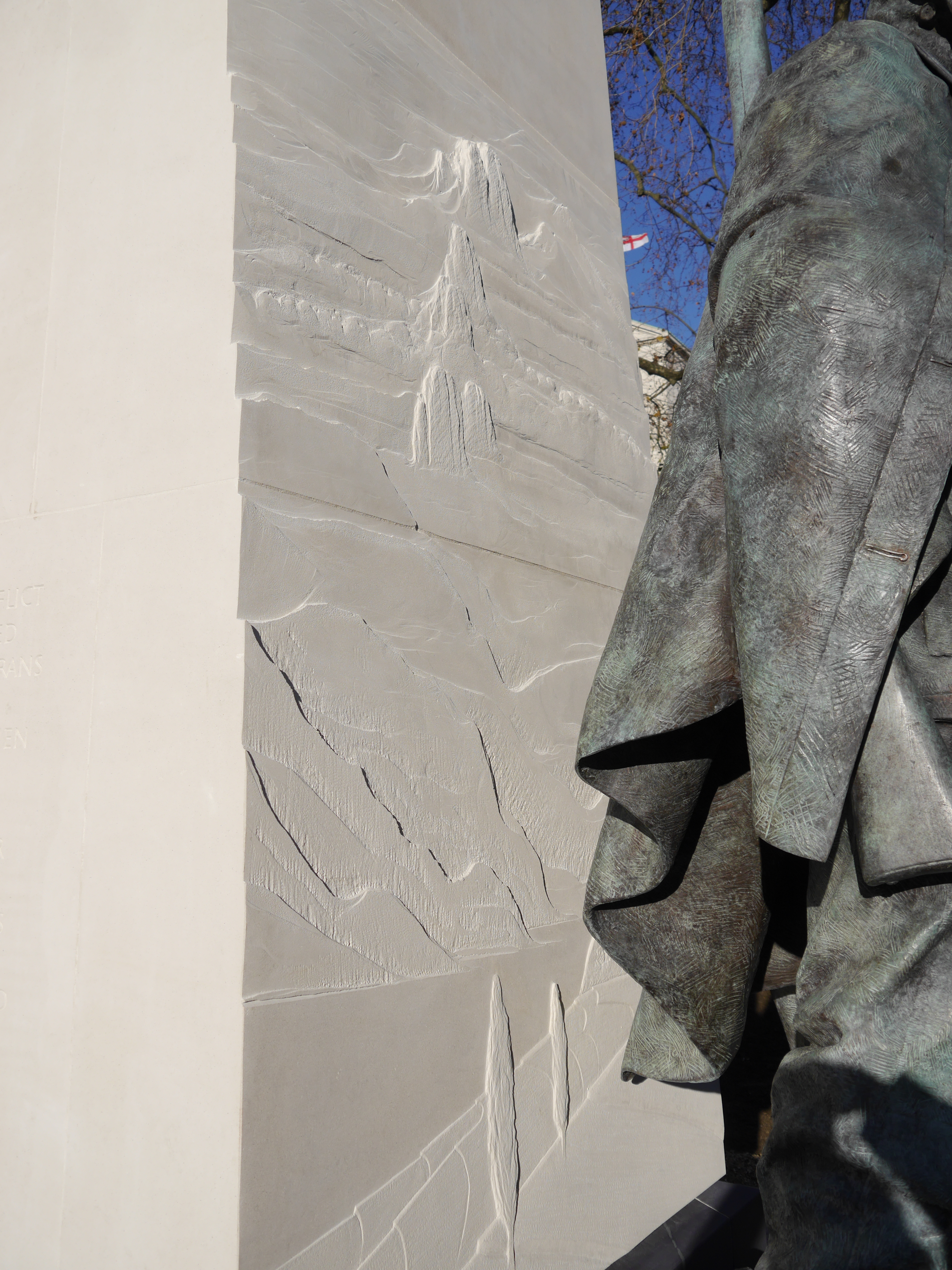
石塔東面的浮雕
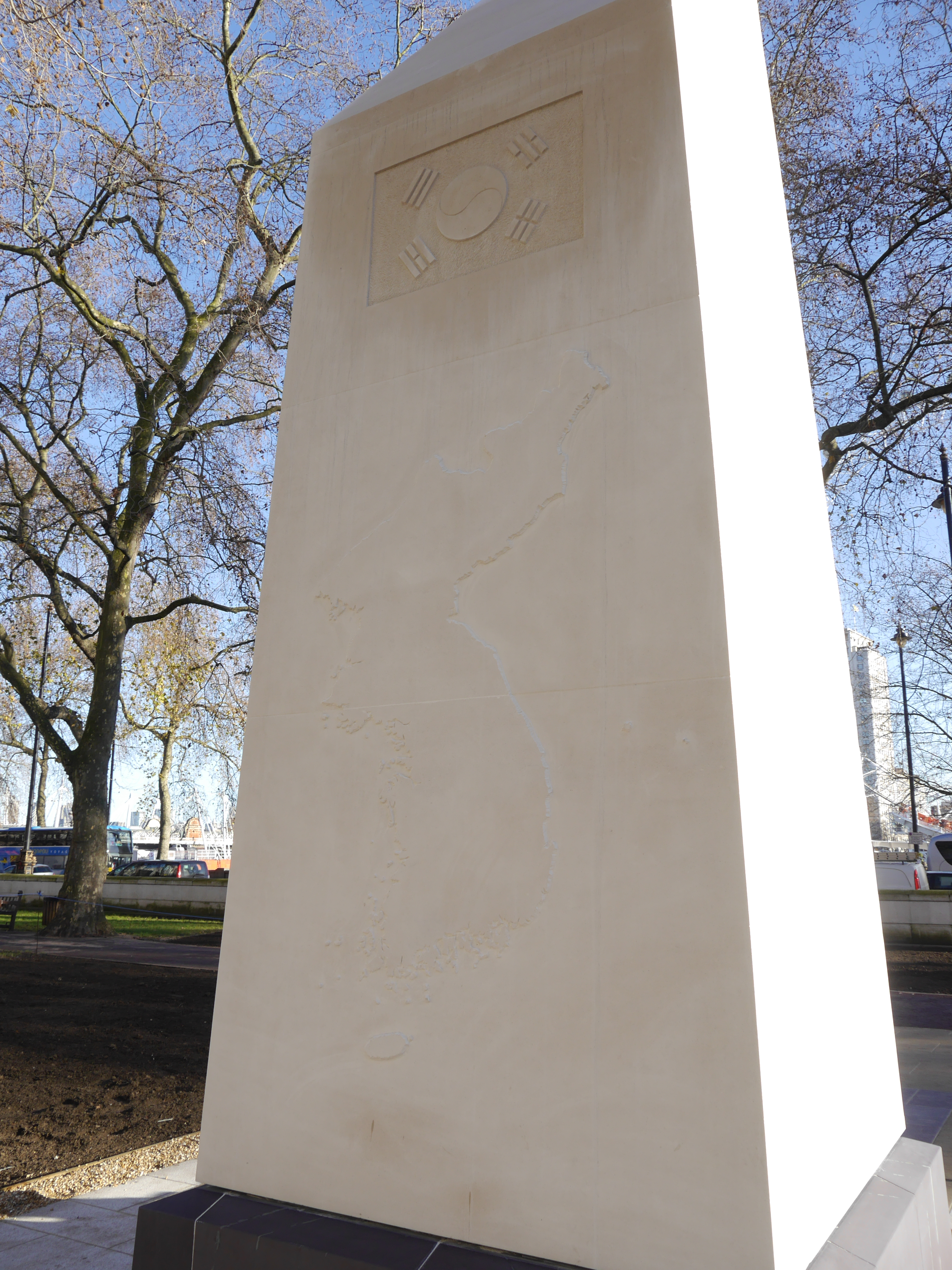
石塔西面的韓國國旗及朝鮮半島外廓
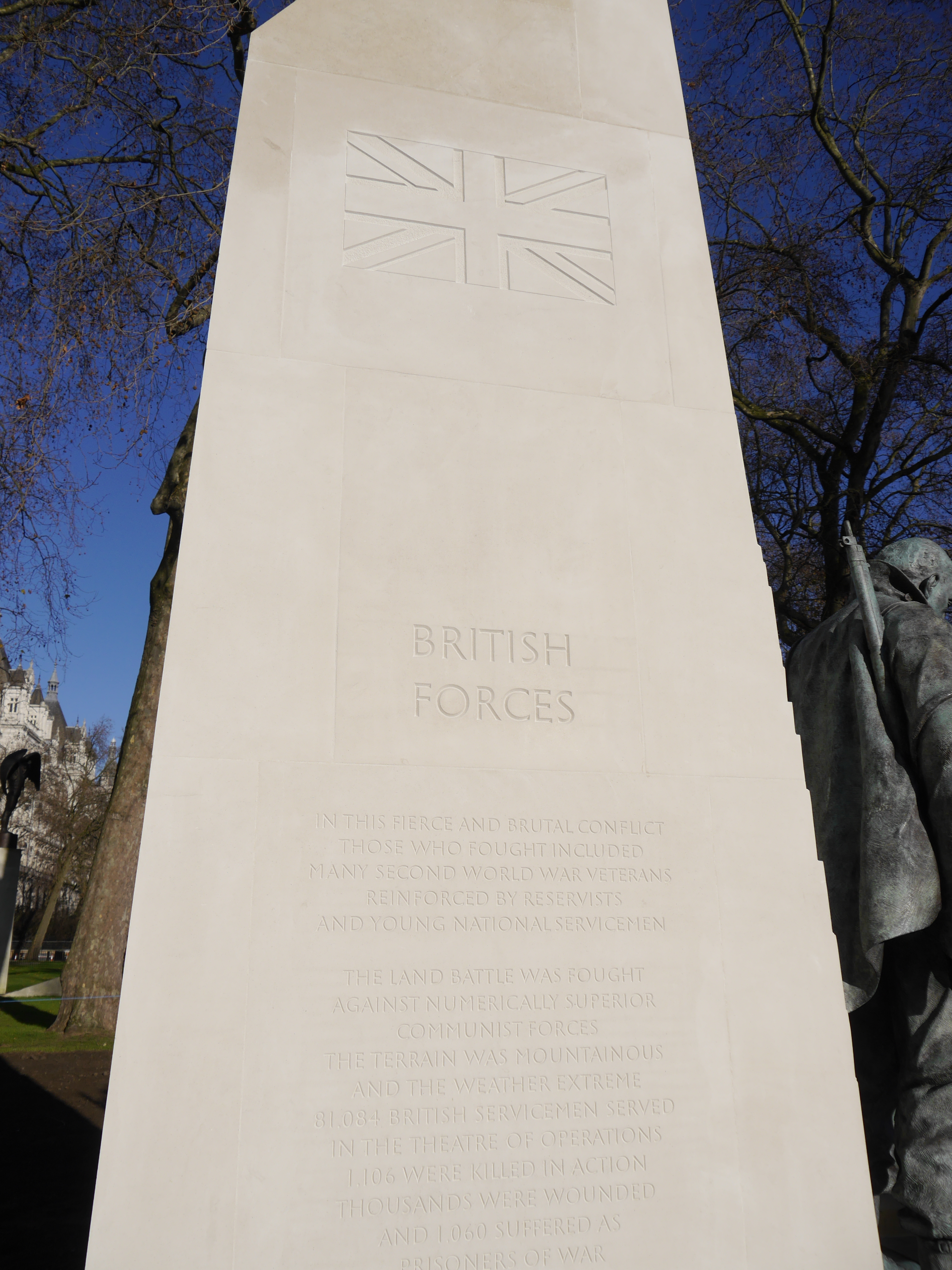
石塔南面的英國國旗及碑文
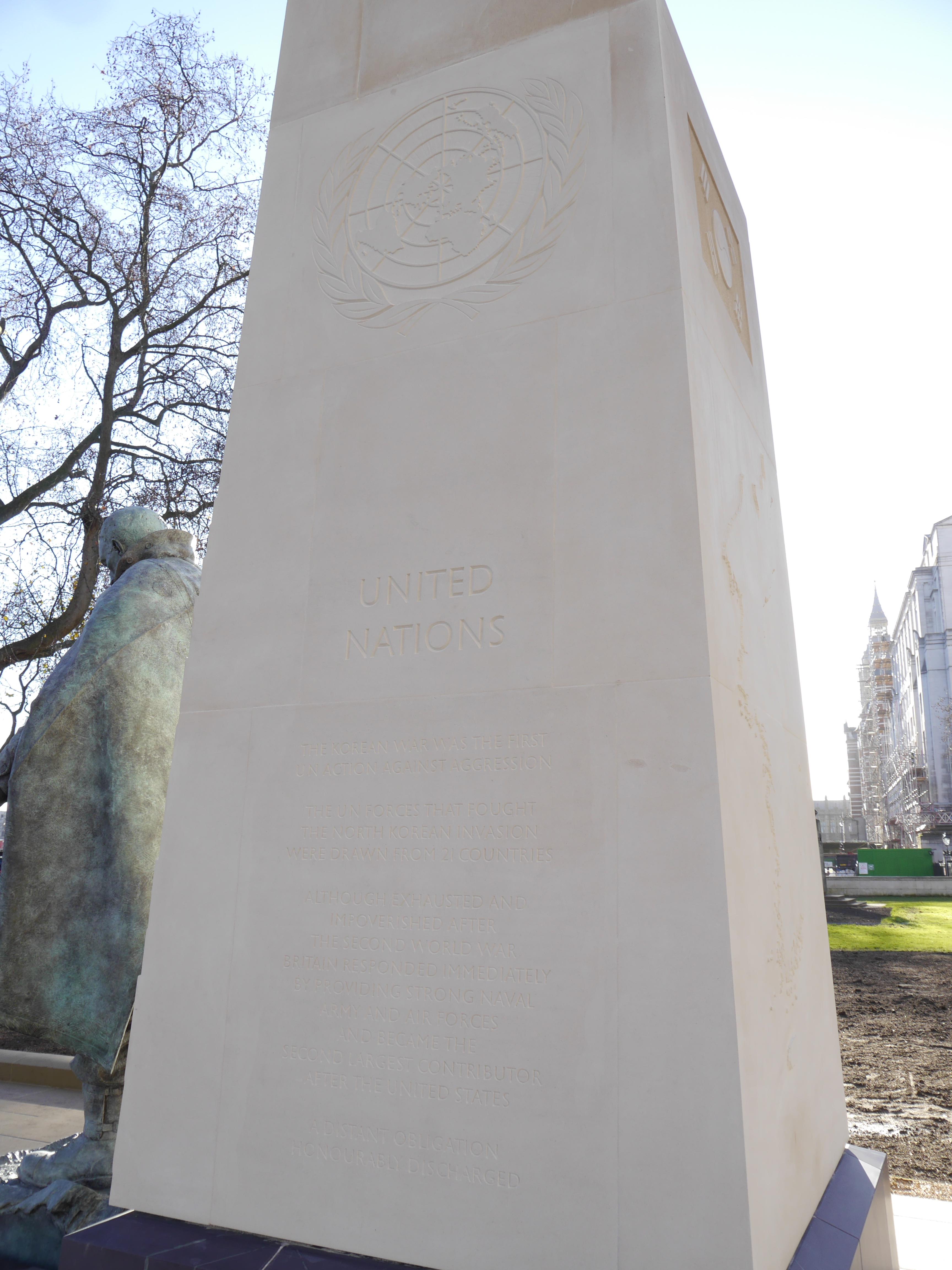
石塔北面的聯合國徽章及碑文

倫敦韓戰紀念碑包含一座朝向東面的石塔和一座英軍軍人雕像。英軍雕像位於塔前，由蘇格蘭雕刻師菲利普·傑克遜創作，高約3.1公尺，以青銅鑄成。雕像身披戰袍、肩背步槍、手持鋼盔，頭部下低沉思，以哀悼犧牲的戰友。身上的裝束為了反映韓戰戰場的寒冷環境，而安排為冬裝。軍人腳下的基石以韓英雙語寫著如下文字：
|  | （中文譯意：感謝英軍將兵為守護大韓民國之自由和民主主義所做的犧牲） |

石塔設計成方尖碑的樣式，高約5.8公尺，設計者為建築師東尼·戴森（Tony Dyson）。該塔由波特蘭石作為建料，基座則由威爾斯板岩砌成，還有部分石材取自韓國京畿道的抱川。塔體的西面上刻著朝鮮半島的外廓及大韓民國國旗，軍人雕像背後的塔體東面（正面）雕有的字樣及韓國山川地貌的浮雕。塔北面的頂段有聯合國的徽章圖案及其英語名稱，下端寫著一段英語碑文：
|  | （中文譯意：韓戰是聯合國首次反抗侵略的行動。打擊北朝鮮入侵的聯合國部隊由21個國家招得。英國儘管在二戰之後顯得疲乏和貧困，但卻派出強大的海、陸、空軍迅速應對，成為美國之後的第二大援軍，光榮履行了遠方的義務） |

塔體南面的頂段則雕有英國國旗及（英軍）兩字，下段的英語碑文如下：
|  | （中文譯意：投入這場殘酷激戰者包括了許多二戰老兵，以及支援他們的後備隊員和年輕兵士。陸上戰鬥的敵手是數量佔優勢的共軍，不但地勢多山，氣候亦極度嚴峻。英軍共81,084人在戰區服役，1,106人陣亡，數千人負傷，還有1,060人淪為戰俘） |